# Plexo cervical
O plexo cervical é um plexo do ramo ventral dos quatro primeiros nervos cervicais espinhais que estão localizados do segmento cervical C1 a C4 no pescoço. Eles estão localizados lateralmente ao processo transverso entre os músculos pré-vertebrais do lado medial e vertebral (m.escaleno, m.levantador da escápula, m.splenius cervicis) do lado lateral. Aqui há anastomose com o nervo acessório, nervo hipoglosso e o tronco simpático.